# 苏立清
苏立清（1947年—），汉族，江苏无锡人，中华人民共和国政治人物，中国共产党党员，第十一届全国政协委员，曾担任中华全国总工会原副主席、党组成员、书记处书记。北京水利水电学院毕业。
2008年，当选第十一届全国政协委员，代表中华全国总工会，分入第十八组。并担任提案委员会专委。